# Калінінський (селище, Маріїнський округ)
Калі́нінський (рос. Калининский) — селище у складі Маріїнського округу Кемеровської області, Росія.

## Населення
Населення — 1533 особи (2010; 1512 у 2002).
Національний склад (станом на 2002 рік):
- росіяни — 94 %